# Katarína Berešová
Katarína Berešová (* 10. Oktober 1987 in Trebišov) ist eine slowakische Mittel- und Langstreckenläuferin.

## Karriere
Berešová nahm 2012 erstmals an den Olympischen Sommerspielen teil. Im Marathon erreichte sie mit einer Zeit von 2:48,11 h den 95. Platz. Die Leichtathletik-Europameisterschaften 2014 beendete sie im 10.000-Meter-Lauf auf dem 19. Platz. Bei den Leichtathletik-Weltmeisterschaften 2015 erzielte sie mit einer Zeit von 2:37,24 h den 22. Rang. Die Olympischen Sommerspiele 2016 absolvierte Berešová auf dem 107. Platz.

## Persönliche Bestleistungen
- 1500 m: 4:23,90 min, 7. Juni 2014, Banská Bystrica
- 3000 m: 9:48,52 min, 22. Mai 2010, Ostrava
- 5000 m: 16:07,72 min, 22. Juni 2014, Riga
- 10.000 m: 33:11,66 min, 3. Mai 2014, Jičín
- 10 km Straße: 33:51 min, 7. September 2013, Prag
- 10 Meilen: 55:35 min, 17. August 2013, Schortens
- Halbmarathon: 1:13:26 h, 5. Oktober 2014, Košice
- Marathon: 2:36:20 h, 12. April 2015, Wien